# 此處有龍

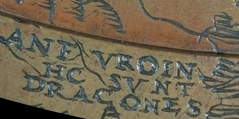
亨特-萊諾克斯地球儀上的“Hic Sunt Dracones”（此处有龙）标注，可追溯至1504年

“此處有龍”（拉丁語：hic sunt dracones）在西方古代地圖上用來標註危險或未知的區域，這種標註來自於中世纪在地图上的未知区域画上龙、水怪和其他神话生物圖案的做法，用以表示這些區域可能存在危險。

## 历史
尽管一些早期的地图（例如《寰宇全圖》）有神话生物圖案作为装饰，但这个短语本身已不合时宜。2012年英國皇家地理學會举办的伦敦地图博览会上出售的鴕鳥蛋地球儀之前，拉丁短语“HIC SVNT DRACONES”（即 ，“此處有龍”）的唯一用例是1508 年製作的亨特-萊諾克斯地球儀。更早期的地图包含各种对神话和真实生物的標註，但目前現存的地球儀中只有鸵鸟蛋地球仪和莱诺克斯地球仪有該短語。該术语位於两个地球仪上亚洲大陆的边缘和最末端。
中世纪制图师在地图上标注未知领土时使用的经典短语是HIC SVNT LEONES（“此處有狮”）。

## 地图上的龙

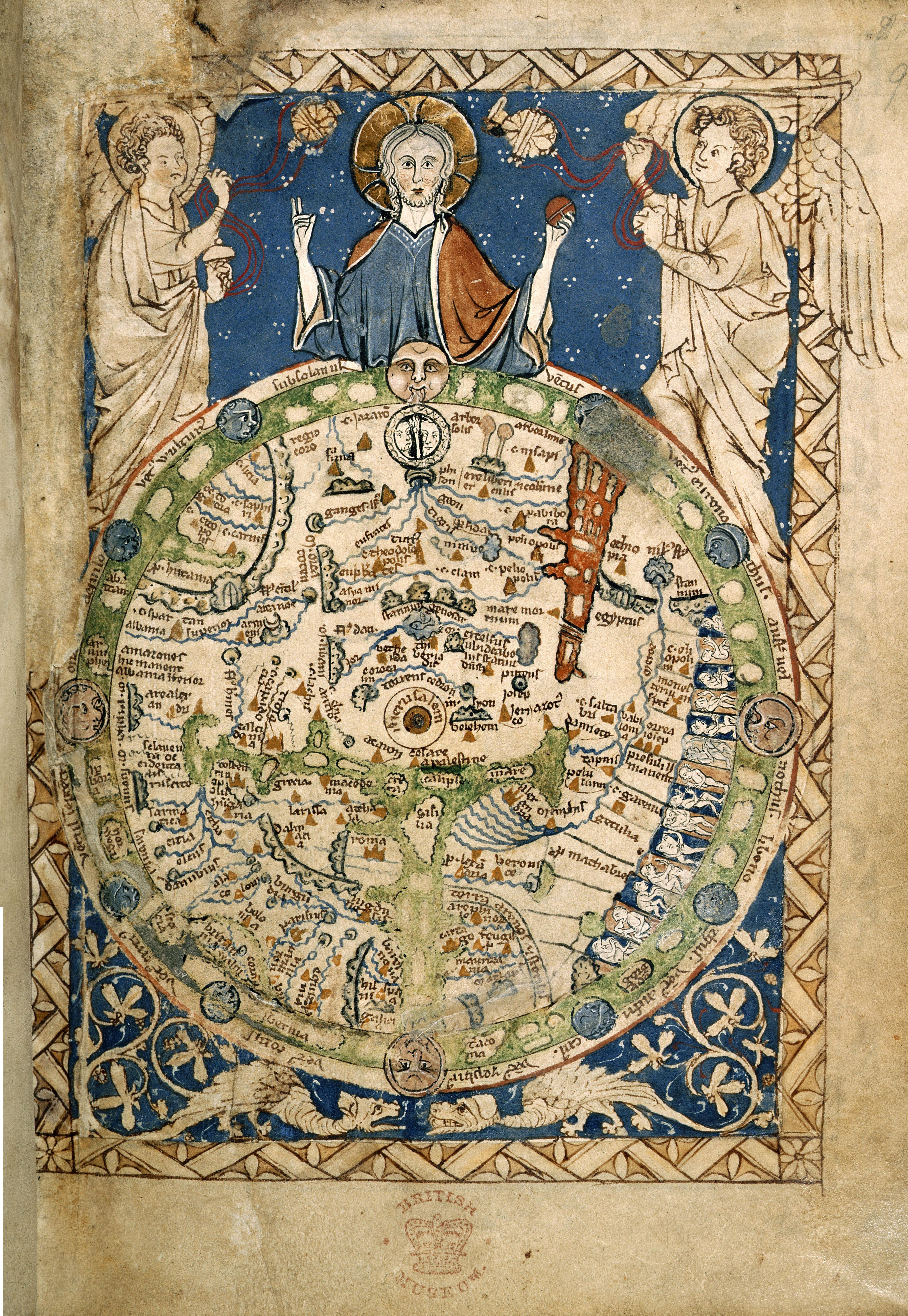
底部有龙的《诗篇世界地图》

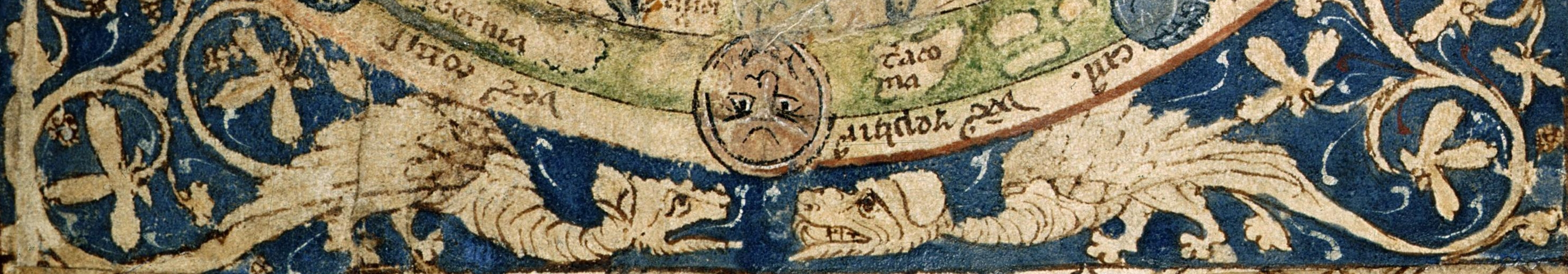
1265年《诗篇世界地图》上的龙的特写

龙还出现在其他一些古地图上：
- TO地圖《诗篇世界地图（英语：Psalter world map）》（约1250，在世界下方的“框架”中出现了龙，作为罪的象征，与上方的耶稣和天使相對，但龙并不在地图邊界內。
- 梵蒂冈图书馆中的《博尔吉亚地图（英语：Borgia map）》（约1430年）在亚洲的一条龙形人物上方（地图左上象限）指出，“ ”（“此處甚至有长着四英尺大角的人，还有大到可以吃掉整头牛的蛇”）。
- 《弗拉·毛罗世界地图》（约1450年）標註了「龙岛」（義大利語：Isola de' dragoni），是大西洋中的一个假想岛屿。[7]在现代阿富汗赫拉特附近的一块碑文中，弗拉·毛罗写道，附近的山上“有许多龙，牠們的前额上有可以治愈许多疾病的石头”，并描述了当地人如何猎捕龙以获取石头。这被认为是基于阿尔伯特·马格努斯的论文《矿物论》（De mineralibus）。[8]在地图另一處的標註中，制图师表达了对“一些历史学家”提到的“蛇、龙和蛇尾雞”的怀疑。[9]
- 19 世纪的日本地图《地震之辨》（ぢしんの辨）呈銜尾蛇形状，描绘了一条与地震有关的龙。